# Trême
Die Trême ist ein 16,3 Kilometer langer linker Nebenfluss der Saane (französisch Sarine) im Schweizer Kanton Freiburg. Sie entwässert einen Abschnitt der Freiburger Voralpen im Bereich des Greyerzerlandes und gehört zum Einzugsbereich des Rheins.

## Name
Die Trême wird in einer Quelle von 1478 erstmals als Tremaz und Treme erwähnt. Dieser Name geht auf das gallische Wort *Tragisama zurück und bedeutet in etwa die sehr Schnelle.

## Geographie

### Verlauf
Das Quellgebiet der Trême befindet sich in der Berglandschaft zwischen dem Niremont im Westen und der Moléson-Kette im Osten auf dem Gemeindeboden von Semsales. Auf der Alp Tremetta am Westhang des Moléson entspringt der Ruisseau de Mormotey, der durch ein Tal mit dem Bergwald Joux de Riaz nach Nordosten fliesst. Am Hang des Niremont nimmt der Chah in einem national bedeutenden Moorgebiet seinen Ursprung. Auf der Höhe von 1160 m ü. M. vereinigen sich diese beiden Quellbäche, und der von dort an Trême genannte Bach fliesst nach Nordnordosten. 
Der Wildbach fliesst durch ein dicht bewaldetes und tief eingekerbtes Tal; kleinere Talweitungen sind mit Kiesablagerungen aufgefüllt. Westlich der Stadt Bulle erreicht die Trême das weite Becken des Greyerzerlandes. An seinem Austritt aus den Bergen hat der Wildbach im Lauf der Zeit einen Schwemmkegel aufgeschüttet, auf dem heute weite Gebiete von Bulle und La Tour-de-Trême liegen.
Nun wendet sich der Bach zunächst nach Osten, später nach Südosten, wobei er von den Hügeln des Bois de Bouleyres flankiert wird. In der Alluvialebene nördlich des Städtchens Gruyères nimmt die Trême mit der Albeuve, die am Ostabhang des Moléson entspringt, den grössten Seitenbach auf. Bei Broc mündet der Fluss auf 685 m ü. M. in die Saane.

### Einzugsgebiet
Das 49,72 km² grosse Einzugsgebiet der Trême liegt in den Freiburger Voralpen und wird durch sie über die Saane, die Aare und den Rhein zur Nordsee entwässert.
Es besteht zu 47,6 % aus bestockter Fläche, zu 40,2 % aus Landwirtschaftsfläche, zu 9,1 % aus Siedlungsfläche und zu 3,0 % aus unproduktiven Flächen.
Die Flächenverteilung
Die Mittlere Höhe des Einzugsgebietes beträgt 1105,5 m ü. M.

### Zuflüsse
Vom Ursprung zur Mündung. Namen nach dem GIS des Kantons Freiburg. Daten nach dem Geoserver der Schweizer Bundesverwaltung: Länge in Kilometer (km), Grösse des Einzugsgebiets in Quadratkilometer (km²)
- Ruisseau de Mormotey[6] (rechter Quellbach, Hauptstrang), 2,0 km, 3,45 km²
- Le Cha (linker Quellbach, Nebenstrang), 2,1 km, 2,16 km²
- Riô des Vilieux (rechts), 1,7 km
- Ruisseau de la Joux Noire (links), 2,8 km, 1,52 km²
- Riô d'Enfer (rechts), 3,1 km, 2,98 km²
- Riô de la Mossetta (rechts), 1,9 km
- Ruisseau des Joux Derrière (Ruisseau du Pont-Courbe) (links), 2,5 km, 1,43 km²
- Riô du Chalet Neuf (rechts), 1,5 km
- Ruisseau d'Inson (links), 1,7 km, 1,3 km²
- Riô de Crèvecoeur (rechts), 1,3 km
- Riô de la Cuva (rechts), 1,0 km
- Ruisseau le Rio-Berthoud (links), 1,5 km
- Canal des Usiniers (rechts)
- Ruisseau du Botsérin (rechts), 2,5 km, 1,12 km²
- L'Albeuve (links), 7,8 km, 20,53 km²

## Hydrologie
Der Bachlauf der Trême ist im gesamten Unterlauf ab dem Eintritt in das Becken von Bulle kanalisiert, begradigt und mit Bachverbauungen (Schwellen) versehen. Bei Hochwasser führte die Trême früher eine grosse Menge Geröll mit sich und trat im Bereich von Bulle oftmals über die Ufer. Demgegenüber zeichnet sich der Oberlauf durch überwiegend in natürlichem oder naturnahem Zustand belassene Abschnitte aus. Allerdings gibt es auch hier verschiedenenorts Wildbachverbauungen, um die Talsohle zu fixieren und die Tiefenerosion sowie die Geröllführung einzudämmen. Die Trême ist durch ein nivopluviales Abflussregime geprägt.

## Verkehrswege
Der Unterlauf der Trême wird von zahlreichen Verkehrswegen gequert. Die Hauptstrasse 191 führt bei Epagny über den Fluss, die Hauptstrasse 189 südöstlich von La Tour-de-Trême. Der 2009 eröffnete neue Abschnitt dieser Strasse führt zudem als Stadtumfahrung von Bulle im Tunnel sous la Trême unter dem Flussbett hindurch.
Die Bahnstrecke Palézieux–Bulle–Montbovon überquert den Fluss südlich von Bulle, und die Zweigstrecke nach Broc etwas weiter südöstlich.